# Paco Álvarez Moreira
Francisco Alberto Álvarez Moreira (Junín, Manabí; 1954-Guayaquil, Ecuador; 10 de enero de 2021), más conocido como Paco Álvarez Moreira "La voz de oro de Ecuador", fue un locutor de radio y periodista deportivo ecuatoriano.

## Primeros años
Nació en el cantón Junín, en la provincia de Manabí, Ecuador. Estudió en el colegio Carlos García de Junín, entre 1968 a 1972. A los 16 años empezó su carrera radial en la Radio Junín, de la ciudad de Junín, en un concurso de aficionados, el 10 de septiembre de 1972, donde fue escogido de entre 200 aspirantes para ser el relator oficial, después de realizar una prueba donde debía narrar un partido y gritar un gol imaginario, consiguiendo así permanecer seis meses en dicha radio. Luego de eso, se fue a vivir a Portoviejo, donde ganó otro concurso para la radio La voz de Manabí.
Su apego a la carrera de locución se dio por los consejos de su tía Bélgica Moreira, voz conocida en Manabí, que trabajaba de locutora en las estaciones radiales de CRE Satelital y Tropicana, y a quien acompañaba constantemente a la radio.

## Carrera
El primer partido de fútbol que narró, fue para Radio Mambo, en un encuentro entre Liga de Portoviejo y 9 de Octubre Fútbol Club en el Estadio Modelo de Guayaquil, el cual terminó en empate a uno.
Ha narrado partidos para Radio Caravana y TC Televisión. En televisión ha transmitido su narración en al menos diez mundiales de fútbol, desde España 1982 hasta Rusia 2018. También ha narrado partidos de la Copa Libertadores, en un número superior al de los mundiales. Además lo ha hecho para la Copa América y los Juegos Olímpicos, así como los Juegos Panamericanos, entre otros eventos deportivos. Una de sus narraciones deportivas más emocionantes fue cuando el manabita José Cedeño Barre logró el título mundial de taekwondo.
Su apodo, La voz de oro de Ecuador, le fue dicha por primera vez por Roberto Bonafont, cuando se encontraban junto a Fabián Gallardo en Gamavisión en 1993.
Falleció el domingo 10 de enero de 2021, a causa de varios problemas de salud derivados de un coma diabético que sufrió el pasado 27 de marzo de 2020.